# Julius van den Berg
Julius van den Berg (Purmerend, 23 oktober 1996) is een Nederlands wielrenner die in 2018 zijn carrière als profrenner startte bij EF Education-EasyPost en sinds 2024 voor Team DSM-Firmenich PostNL rijdt.

## Carrière
Als junior won Van den Berg een etappe en het eindklassement in de Coupe du Président de la Ville de Grudziądz en een etappe in de Ronde van Nedersaksen voor junioren.
In 2017 werd Van den Berg nationaal kampioen tijdrijden voor beloften, door Pascal Eenkhoorn drie seconden voor te blijven. Halverwege het jaar 2018 maakte Van den Berg de overstap naar de World Tourploeg Team EF Education First-Drapac p/b Cannondale.

## Overwinningen
2014
3e etappe Coupe du Président de la Ville de Grudziądz
Eindklassement Coupe du Président de la Ville de Grudziądz
2e etappe deel B Ronde van Nedersaksen, Junioren
2017
 Nederlands kampioen tijdrijden, Beloften
2018
5e etappe Ronde van Normandië
6e etappe Ronde van Bretagne
Ronde van Noord-Holland
Midden-Brabant Poort Omloop
 Nederlands kampioen op de weg, Beloften
2021
8e etappe Ronde van Polen

## Resultaten in voornaamste wedstrijden
| Jaar | Ronde van Italië | Ronde van Frankrijk | Ronde van Spanje |
| ---- | ---------------- | ------------------- | ---------------- |
| 2018 |                  |                     |                  |
| 2019 |                  |                     |                  |
| 2020 |                  |                     | 126e             |
| 2021 | 125e             |                     |                  |
| 2022 | 140e             |                     | 130e             |
| 2023 |                  |                     | 120e             |
| 2024 | opgave           |                     | 131e             |
| 2025 |                  |                     |                  |

| Jaar | Milaan-San Remo | Gent-Wevelgem | Ronde van Vlaanderen | Parijs-Roubaix | Amstel Gold Race | Parijs-Tours |  | Wereldranglijsten |
| ---- | --------------- | ------------- | -------------------- | -------------- | ---------------- | ------------ |  | ----------------- |
| 2018 |                 |               |                      |                |                  | 78e          |  | 332e (UWT)        |
| 2019 | 118e            | opgave        |                      | opgave         |                  |              |  |                   |
| 2020 |                 | 94e           |                      |                |                  |              |  |                   |
| 2021 |                 |               |                      | 61e            |                  |              |  |                   |
| 2022 | 147e            |               |                      |                | opgave           |              |  |                   |
| 2023 |                 |               | 74e                  | 84e            | opgave           |              |  |                   |
| 2024 |                 | opgave        |                      |                |                  | 126e         |  |                   |
| 2025 |                 |               |                      | opgave         |                  |              |  |                   |

## Ploegen
- 2015 –  SEG Racing
- 2016 –  SEG Racing Academy
- 2017 –  SEG Racing Academy
- 2018 –  SEG Racing Academy
- 2018 –  Team EF Education First-Drapac p/b Cannondale
- 2019 –  EF Education First Pro Cycling
- 2020 –  EF Education First Pro Cycling
- 2021 –  EF Education-Nippo
- 2022 –  EF Education-EasyPost
- 2023 –  EF Education-EasyPost
- 2024 –  Team dsm-firmenich PostNL
- 2025 –  Team dsm-firmenich PostNL

van den Berg · Biermans · Bokeloh · Bouwman · Bovenhuis · van Dongen · Gunst · Havik · Jakobsen · Jiang · Klaris · Lammertink · Leemans · Loh · McCarthy · Peters
Ariesen · van den Berg · Biermans · Evensen · Jakobsen · Jiang · de Jong · Klaris · Kooistra · Maddux · Norsgaard · Ovett · Schultz · Detant (stagiair)
Affini · van den Berg · Bol · Cullaigh · Eriksson · Evensen · Jakobsen · Janssen · de Jong · Kooistra · Lenderink · Maas · Peters · Schelling · de Vries · Williams · Meeus (stagiair)
Affini · Arensman · van den Berg · Bol · Hoole · Kooistra · Lenderink · Maas · Meeus · Schelling · Stavrakakis · Verboom · Williams
Breschel · Brown · Canty · Cardona · Carthy · S. Clarke · W. Clarke · Craddock · Docker · Dombrowski · Howes · Langeveld · Magnusson · Martínez · McLay · Modolo · Moreno · Owen · Phinney · Rolland · Scully · Urán · Van Asbroeck · Vanmarcke · Woods
Bennett · van den Berg · Bettiol · Breschel · Brown · Caicedo · Carthy · Clarke · Craddock · Docker · Dombrowski · Higuita · Hofland · Howes · Kangert · Langeveld · Martínez · McLay · Modolo · Morton · Owen · Phinney · Scully · Urán · van Garderen · Vanmarcke · Villalobos · Whelan · Woods
Bennett · Bettiol · Caicedo · Carthy · Clarke · Cort · Craddock · Docker · Guerreiro · Halvorsen · Higuita · Hofland · Howes · Kangert · Keukeleire · Langeveld · Martínez · Morton · Owen · Powless · Rutsch · Scully · Urán · Van den Berg · Van Garderen · Vanmarcke · Villalobos (tot 1 augustus) · Whelan · Woods · Bissegger (stagiair)
Arroyave Cañas · Barta · Beppu · Van den Berg · Bettiol · Bissegger · Caicedo · Camargo · Carr · Carthy · Cort · Craddock · Docker · El Fares · Van Garderen tot en met 21 juni · Guerreiro · Higuita · Hofland · Howes · Keukeleire · Langeveld · Morton · Nakane · Owen · Powless · Rutsch · Scully · Urán · Valgren · Whelan
Arroyave Cañas · Bettiol · Bissegger   · Caicedo · Camargo · Carr · Carthy · Cepeda (vanaf 1/8) · Chaves · Cort · Doull · Eiking · Guerreiro · Healy · Howes (tot 31/7) · Keukeleire · Kudus · Langeveld · Morton (tot 31/7) · Nakane · Padun · Piccolo (vanaf 1/8) · Powless · Quinn · Rutsch · Scully · Shaw · Steinhauser · Urán · Valgren · J. van den Berg · M. van den Berg · Wiśniowski
Amador · Bettiol · Bissegger   · Caicedo · Camargo · Carapaz · Carr · Carthy · Cepeda · Chaves · Cort · de Bod · Doull · Eiking · Healy · Honoré · Keukeleire · Kudus · Padun · Piccolo · Powless · Quinn · Rutsch · Scully · Shaw · Steinhauser · Urán · J. van den Berg · M. van den Berg · Wiśniowski · van der Lee (stagiair)
Andresen · Bardet · Barguil · Van den Berg · Bevin · Bittner · Van den Broek · Combaud · Degenkolb · Dinham · Eddy · Edmondson · Eekhoff · Hamilton · Jakobsen · Leemreize · Leijnse · Liepiņš · Märkl · Naberman · Onley · Poole · Roosen · Tusveld · van Uden · Vermaerke · Welten · Koerdt (stagiair)